# Fernuniversität in Hagen
De Fernuniversität in Hagen is een Duitse universiteit voor afstandsonderwijs, vergelijkbaar met de Open Universiteit. De hoofdvestiging van de universiteit bevindt zich in Hagen, maar daarnaast beschikt de universiteit over regionale studiecentra verspreid over het hele land. Bovendien heeft ze vestigingen in Oostenrijk, Zwitserland, Rusland, Hongarije en Letland. Met circa 75.000 studenten is ze de grootste universiteit van Duitsland.
De universiteit werd in 1974 opgericht als universiteit en hogeschool. Sinds 2003 biedt ze alleen nog universitaire studies aan. Diploma's van de Fernuniversität Hagen zijn gelijkwaardig aan diploma's van reguliere universiteiten.
De universiteit is onderverdeeld in de volgende faculteiten:
- Faculteit voor culturele en sociale wetenschappen.
- Faculteit voor wiskunde en informatica.
- Faculteit voor psychologie.
- Faculteit voor economische wetenschappen.
- Faculteit voor Rechtsgeleerdheid.

De instelling is aangesloten bij de European University Association.
Er vindt wetenschappelijke samenwerking plaats met ten minste tien andere universiteiten, waaronder die van Leiden en Tilburg in Nederland.
Aken · Augsburg · Bamberg: Otto-Friedrich · Bayreuth · Berlijn (Vrije Universiteit · Humboldt · Technische Universiteit · Kunsten) · Bielefeld · Bochum · Bonn · Braunschweig · Bremen (Universiteit Bremen · Jacobs University) · Chemnitz · Clausthal · Cottbus-Brandenburg · Darmstadt · Dortmund · Dresden · Duisburg-Essen · Düsseldorf: Heinrich Heine · Eichstätt-Ingolstadt · Erfurt · Erlangen-Neurenberg: Friedrich-Alexander · Frankfurt am Main · Frankfurt an der Oder: Europa · Freiberg · Freiburg · Gießen · Göttingen: Georg August · Greifswald: Ernst Moritz Arndt · Hagen · Halle-Wittenberg: Martin Luther · Heidelberg: Ruprecht Karls · Hamburg (Hamburg · HafenCity · Hamburg-Harburg · Helmut Schmidt) · Hannover (Hannover · Medische Hogeschool) · Hildesheim · Hohenheim · Ilmenau · Jena: Friedrich Schiller · Kaiserslautern · Karlsruhe · Kassel · Keulen · Duitse Sporthogeschool Keulen · Kiel: Christian Albrechts · Koblenz-Landau · Konstanz · Leipzig · Lübeck · Lüneburg: Leuphana · Magdeburg: Otto von Guericke · Mainz: Johannes Gutenberg · Mannheim · Marburg: Philipps · München (Ludwig Maximilians · Technische Universiteit · Oekraïense Vrije Universiteit · Universiteit van het Bondsleger) · Münster · Oldenburg: Carl von Ossietzky · Osnabrück · Paderborn · Passau · Potsdam · Regensburg · Reutlingen · Rostock · Saarbrücken · Siegen · Stuttgart · Trier · Tübingen: Eberhard-Karls · Ulm · Vechta · Weimar: Bauhaus · Witten: Herdecke · Wuppertal · Würzburg: Julius Maximilians